# 薩庫阿爾帕
- Baily, John. . London: Trelawney Saunders. 1850: 56  [2015-05-12]. （原始内容存档于2016-03-10）.

15°1′38″N 90°52′40″W / 15.02722°N 90.87778°W

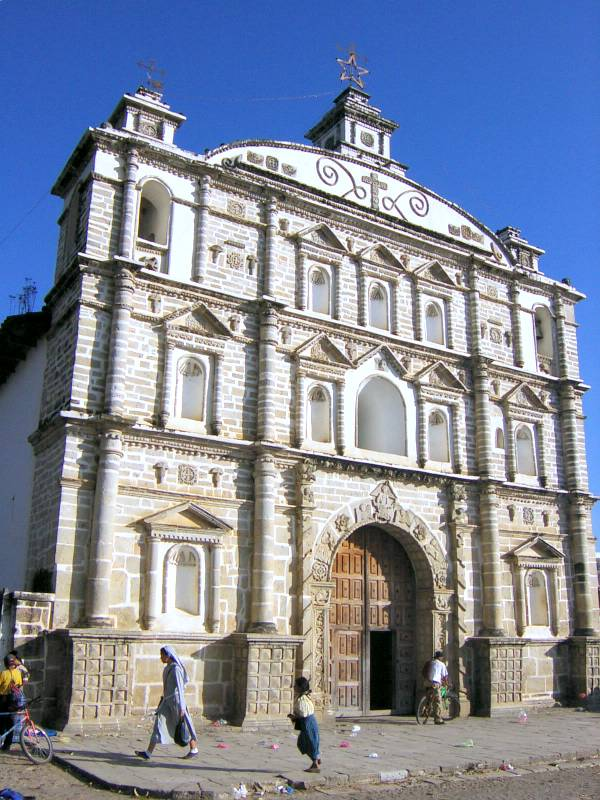

薩庫阿爾帕（西班牙語：Zacualpa），是危地馬拉的城鎮，位於該國中西部，由基切省負責管轄，面積336平方公里，海拔高度1,854米，2002年人口22,846，人口密度每平方公里67.99人。